# Saint-Pierre (Seychellen)
Saint-Pierre ist eine kleine Insel im Indischen Ozean, welche zu den sogenannten Outer Islands der Republik der Seychellen gehört. Sie liegt innerhalb der Farquhar-Gruppe und ist etwa 35 km westlich des Providence-Atolls gelegen. Bis Mahé, der Hauptinsel der Seychellen im Nordosten, sind es etwa 700 Kilometer, bis zum Aldabra-Atoll im Südwesten etwa 500 Kilometer.
Saint-Pierre ist eine angenähert runde Insel mit einer Länge von 1,6 km in Ost-West-Richtung sowie einer Breite von 1,4 km in Nord-Süd-Richtung und weist eine Fläche von 1,68 km² auf. Bei der Insel handelt es sich um ein gehobenes Atoll mit einer steil abfallenden Küste, welche das Anlanden mit Booten erschwert. Saint-Pierre erreicht an der Kliffküste eine Höhe von bis zu 12 m über dem Meer, im Inselinneren hingegen liegt die Oberfläche etwa auf Meereshöhe.
Auf der heute unbewohnten Insel wurde von 1906 bis 1972 Guano intensiv abgebaut und dabei die einstige Vegetation, welche vornehmlich aus Pisonia-Bäumen (Pisonia grandis) bestand, weitgehend zerstört. Der Nordwesten der Insel ist von bis zu 12 m hohen Kasuarinen (Casuarina) bewachsen.